# Obelisco do Piques
O Obelisco do Piques é um monumento localizado no Largo da Memória, zona central da cidade de São Paulo.

## História
É o monumento mais antigo da cidade, erguido em 1814 por “Vicentinho”, alcunha de Vicente Gomes Pereira, um mestre de obras português . No mesmo ano foi construído o Chafariz do Piques, localizado ao fundo do mesmo.
A obra foi construída sob a orientação do marechal Daniel Pedro Müller, engenheiro militar, e inicialmente ficava dentro da água que ali formava uma bacia. Foi encomendada pelo Conde de Palma em homenagem ao governador Bernardo José de Lorena. O marechal também conduziu a construção do chafariz do Pique e da antiga ponte do Carmo.
A obra esculpida em rocha de granito cinza-claro foi restaurada no ano de 2005 por uma empresa privada.